# Campeonato de Apertura 2024 (Costa Rica)
El Campeonato Apertura 2024 fue la 123.ª edición del campeonato de liga de la Primera División del fútbol costarricense, que dio inicio a la temporada 2024-25.
Como novedad el equipo del Santa Ana F.C. es el nuevo inquilino tras conseguir el ascenso de la Segunda División.
Entre las novedades el dedicado de este certamen fue el exfutbolista Rigoberto "Feo" Rojas García, fue jugador con el Saprissa, donde logró el título nacional en 1962 y la Copa Presidente en 1963, también jugó con el Cartaginés en dos periodos (1958-1959 y 1964-1968) y con Herediano. Como entrenador dirigió también al Saprissa en 1983 y 1986.
También el presente campeonato tuvo algunas variantes ya que fue asimétrico, la segunda ronda (a partir de la jornada 12), fue totalmente diferente a la primera ronda, o sea los equipos que se enfrentaron en la fecha 1, no se enfrentaron en la fecha 12. Para este torneo se implementó ya en los estadios el árbitro asistente de vídeo (VAR).

## Sistema de competición
El torneo de la Liga Promerica está conformado en dos partes:
- Fase de clasificación: Se integra por las 22 jornadas del torneo.
- Fase final: Se integra por los partidos de semifinal y final.
- Gran final: Se integra por los partidos de final.[3]

### Fase de clasificación
En la fase de clasificación se observará el sistema de puntos. La ubicación en la tabla general está sujeta a lo siguiente:
- Por juego ganado se obtendrán tres puntos.
- Por juego empatado se obtendrá un punto.
- Por juego perdido no se otorgan puntos.

En esta fase participan los 12 clubes de la Liga Promerica jugando en cada torneo todos contra todos durante las 22 jornadas respectivas, a visita recíproca.
El orden de los clubes al final de la fase de calificación del torneo corresponderá a la suma de los puntos obtenidos por cada uno de ellos y se presentará en forma descendente. Si al finalizar las 22 jornadas del torneo, dos o más clubes estuviesen empatados en puntos, su posición en la tabla general será determinada atendiendo a los siguientes criterios de desempate:
1. Mayor diferencia positiva general de goles. Este resultado se obtiene mediante la sumatoria de los goles anotados a todos los rivales, en cada campeonato menos los goles recibidos de estos.
2. Mayor cantidad de goles a favor, anotados a todos los rivales dentro de la misma competicion.
3. Mejor puntuación particular que hayan conseguido en las confrontaciones particulares entre ellos mismos.
4. Mayor diferencia positiva particular de goles, la cual se obtiene sumando los goles de los equipos empatados y restándole los goles recibidos.
5. Mayor cantidad de goles a favor que hayan conseguido en las confrontaciones entre ellos mismos.
6. Como última alternativa, la UNAFUT realizaría un sorteo para el desempate.

### Fase final
Los cuatro clubes calificados para esta fase del torneo serán reubicados de acuerdo con el lugar que ocupen en la tabla general al término de la jornada 22, con el puesto del número uno al club mejor clasificado, y así hasta el número cuatro. Los partidos a esta fase se desarrollarán a visita, en las siguientes etapas:
- Semifinales
- Final

Los clubes vencedores en los partidos de semifinal serán aquellos que en los dos juegos anoten el mayor número de goles. De existir empate en el número de goles anotados, la posición se definirá a favor del club con mayor cantidad de goles a favor cuando actúe como visitante. Si persiste la igualdad en los marcadores, se darán treinta minutos de tiempo suplementario en los cuales ya no valdría la regla de gol de visita. Los equipos tendrán derecho a una sustitución adicional y si vuelve a haber empate, los lanzamientos desde el punto de penal definirán al vencedor.
Los partidos de semifinales se jugarán de la siguiente manera:
En la final participarán los dos clubes vencedores de las semifinales, donde el equipo que cierra la serie será aquel que haya conseguido la mejor posición en la tabla. El ganador se asegura un lugar a la gran final en caso de ser un equipo distinto al que finalizó líder de la fase regular.

### Gran final
Disputará el título, mediante una gran final, el club que haya superado las dos series incluyendo al conjunto que fue líder de la fase general. Esta última etapa puede evitarse si el equipo líder de fase general fue el ganador de la final, quedando campeón de forma automática. Para la gran final, la regla de gol de visita ya no tendría efecto.

### Ascenso y descenso
| Pos. | Descendido de 1.ª División |
| ---- | -------------------------- |
| 12.º | Municipal Grecia           |

| Pos. | Ascendido de 2.ª División |
| ---- | ------------------------- |
| 1.º  | Santa Ana F.C.            |

## Equipos participantes

### Equipos por provincia
Para la temporada 2024-25, la provincia con más equipos en la Primera División es San José  con cuatro.
| Saprissa Guanacasteca Sporting Herediano Alajuelense Santa Ana San Carlos Pérez Zeledón Liberia Cartaginés Santos Puntarenas |

| Provincia  | N.º | Equipos                                       |
| ---------- | --- | --------------------------------------------- |
| San José   | 4   | Pérez Zeledón, Saprissa, Sporting y Santa Ana |
| Alajuela   | 2   | Alajuelense y San Carlos                      |
| Limón      | 1   | Santos                                        |
| Cartago    | 1   | Cartaginés                                    |
| Guanacaste | 2   | Guanacasteca y Municipal Liberia              |
| Heredia    | 1   | Herediano                                     |
| Puntarenas | 1   | Puntarenas                                    |

### Información de los equipos
| Equipo        | Ciudad                   | Entrenador          | Capitán             | Estadio               | Aforo  | Proveedor   | Patrocinador principal (en la equipación) | Transmisión (televisora principal) |
| ------------- | ------------------------ | ------------------- | ------------------- | --------------------- | ------ | ----------- | ----------------------------------------- | ---------------------------------- |
| Alajuelense   | Alajuela                 | Alexandre Guimarães | Celso Borges        | Morera Soto           | 17 700 | Umbro       | Kölbi                                     |                                    |
| Cartaginés    | Cartago                  | Greivin Mora        | Allen Guevara       | "Fello" Meza          | 12 880 | Monarca     | Banco Nacional                            |                                    |
| Guanacasteca  | Nicoya                   | Alexander Vargas    | Pedro Leal          | Chorotega             | 5 500  | OLE Sports  | Banco Nacional                            |                                    |
| Herediano     | Heredia                  | Jafet Soto(*)       | Elías Aguilar       | Carlos Alvarado       | 4 000  | Diadora     | Kölbi                                     |                                    |
| Liberia       | Liberia                  | Minor Díaz          | Christian Reyes     | Edgardo Baltodano     | 7 000  | Monarca     | Universidad Isaac Newton                  |                                    |
| Puntarenas    | Puntarenas               | César Alpizar       | Kenner Gutiérrez    | "Lito" Pérez          | 4 105  | Textiles JB | Tigo                                      |                                    |
| Pérez Zeledón | San Isidro de El General | Horacio Esquivel    | Bryan Segura        | Municipal             | 6 000  | Textiles JB | Transportes Arguedas                      |                                    |
| San Carlos    | Ciudad Quesada           | Luis Marín          | Jonathan McDonald   | Carlos Ugalde         | 7 000  | Monarca     | Coopelesca                                |                                    |
| Santa Ana     | Santa Ana                | Cristian Oviedo     | Johnny Acosta       | Piedades de Santa Ana | 1 800  | Olé Sport   | Innova Med                                |                                    |
| Santos        | Guápiles                 | Randall Row         | Juan Diego Madrigal | Ebal Rodríguez        | 3 300  | ViveSports  | COLONO Construcciones                     |                                    |
| Saprissa      | San Juan de Tibás        | José Giacone        | Mariano Torres      | Ricardo Saprissa      | 20 558 | Kappa       | BAC Credomatic                            |                                    |
| Sporting      | Pavas                    | Randall Azofeifa(*) | Giancarlo González  | Ernesto Rohrmoser     | 3 000  | Monarca     | DoradoBet                                 |                                    |

(*) Interino

#### Relevo de entrenadores
| Equipo             | Entrenador (Jornadas)   | Fecha de vacante | Tipo de despido       | Posición en la tabla | Entrenador entrante  | Fecha de nombramiento |
| ------------------ | ----------------------- | ---------------- | --------------------- | -------------------- | -------------------- | --------------------- |
| Pérez Zeledón      | Luis Fernando Fallas    | 5 de agosto      | Rescisión de contrato | 9                    | Horacio Esquivel     | 6 de agosto           |
| Puntarenas F.C.    | Julio Fuentes           | 13 de agosto     | Rescisión de contrato | 10                   | Luis Fernando Fallas | 15 de agosto          |
| Puntarenas F.C.    | Luis Fernando Fallas    | 27 de noviembre  | Rescisión de contrato | 12                   | César Alpizar        | 27 de noviembre       |
| Herediano          | Walter Centeno          | 18 de agosto     | Rescisión de contrato | 7                    | Jafet Soto           | 19 de agosto          |
| Guanacasteca       | Mauricio Soria          | 22 de agosto     | Rescisión de contrato | 9                    | Alexander Vargas     | 31 de agosto          |
| Saprissa           | Vladimir Quesada        | 6 de octubre     | Rescisión de contrato | 4                    | José Giacone         | 8 de octubre          |
| Santos de Guápiles | Julio César Dely Valdés | 10 de octubre    | Renuncia              | 12                   | Randall Row          | 14 de octubre         |
| Sporting           | Hernán Medford          | 11 de noviembre  | Rescisión de contrato | 7                    | Randall Azofeifa     | 12 de noviembre       |

## Estadios
|                                                                                            |                                                                                        |                                                                                              |
|                                                                                            |                                                                                        |                                                                                              |
| Estadio Ricardo Saprissa Ciudad: Tibás, San José Capacidad: 21 456 Club: Saprissa          | Estadio Morera Soto Ciudad: Alajuela Capacidad: 17 700 Club: Alajuelense               | Estadio "Fello" Meza Ciudad: Cartago Capacidad: 8 831 Club: Cartaginés                       |
|                                                                                            |                                                                                        |                                                                                              |
| Estadio Carlos Alvarado Ciudad: Santa Bárbara, Heredia Capacidad: 4 250 Club: Herediano    | Estadio "Lito" Pérez Ciudad: Puntarenas Capacidad: 4 105 Club: Puntarenas              | Estadio Carlos Ugalde Ciudad: San Carlos, Alajuela Capacidad: 4 080 Club: San Carlos         |
|                                                                                            |                                                                                        |                                                                                              |
| Estadio Chorotega Ciudad: Nicoya, Guanacaste Capacidad: 4 000 Club: Guanacasteca           | Estadio Municipal Ciudad: Pérez Zeledón, San José Capacidad: 3 259 Club: Pérez Zeledón | Estadio Ernesto Rohrmoser Ciudad: Pavas, San José Capacidad: 3 000 Club: Sporting            |
|                                                                                            |                                                                                        |                                                                                              |
| Estadio Piedades de Santa Ana Ciudad: Santa Ana, San José Capacidad: 2 000 Club: Santa Ana | Estadio Ebal Rodríguez Ciudad: Guápiles, Limón Capacidad: 2 250 Clubes: Santos         | Estadio Edgardo Baltodano Briceño Ciudad: Liberia, Guanacaste Capacidad: 7 000 Club: Liberia |

## Justicia deportiva
Los árbitros de cada partido son designados por una comisión creada para tal objetivo e integrada por representantes de la Federación Costarricense de Fútbol. Para este torneo, los colegiados de la categoría son los siguientes (se muestra entre paréntesis su nombramiento internacional y el año desde que recibieron la distinción). Los árbitros que no pasen las pruebas físicas previo al inicio del torneo serán excluidos del mismo por un periodo determinado hasta que logren la aprobación.
- Adrián Chinchilla Chaves
- Brayan Cruz Miranda
- Cristian Rodríguez Rodríguez
- Hugo Cruz Alvarado
- Keylor Herrera Villalobos (árbitro FIFA) (2019)
- Marianela Araya
- Andrey Vega Chinchilla
- Jesús Montero Fuentes
- Pedro Navarro
- Reinaldo Sequeira Fallas
- Allen Quirós Núñez
- Rigo Prendas González
- Danny Lobo Rodríguez
- David Gómez Araya
- Geiner Zúñiga Molina
- Benjamín Pineda (árbitro FIFA) (2019)
- Carlos Salazar Obando
- Christian Hernández Arias
- Henry Bejarano Matarrita (árbitro FIFA) (2011)
- Jimmy Torres Taylor
- Juan Gabriel Calderón (árbitro FIFA) (2017)
- Ricardo Montero Araya (árbitro FIFA) (2011)
- Steven Madrigal Fallas
- William Matus Vargas

### Uniformes
| Uniforme Arbitral Rosa | Uniforme Arbitral Amarillo | Uniforme Arbitral Naranja | Uniforme Arbitral Gris |

## Fase de clasificación

### Tabla de posiciones
| Pos. | Equipo             | Pts. | PJ | G  | E  | P  | GF | GC | Dif. |  |
| ---- | ------------------ | ---- | -- | -- | -- | -- | -- | -- | ---- |  |
| 1    | L. D. Alajuelense  | 46   | 22 | 13 | 7  | 2  | 37 | 18 | +19  |  |
| 2    | Deportivo Saprissa | 41   | 22 | 12 | 5  | 5  | 37 | 28 | +9   |  |
| 3    | A. D. San Carlos   | 39   | 22 | 10 | 9  | 3  | 41 | 26 | +15  |  |
| 4    | C. S. Herediano    | 35   | 22 | 10 | 5  | 7  | 34 | 28 | +6   |  |
| 5    | A. D. Guanacasteca | 35   | 22 | 10 | 5  | 7  | 26 | 31 | −5   |  |
| 6    | C. S. Cartaginés   | 34   | 22 | 10 | 4  | 8  | 33 | 29 | +4   |  |
| 7    | Sporting F. C.     | 27   | 22 | 8  | 3  | 11 | 27 | 27 | 0    |  |
| 8    | Municipal Liberia  | 26   | 22 | 7  | 5  | 10 | 32 | 30 | +2   |  |
| 9    | Pérez Zeledón      | 22   | 22 | 4  | 10 | 8  | 20 | 27 | −7   |  |
| 10   | Santos de Guápiles | 21   | 22 | 5  | 6  | 11 | 29 | 39 | −10  |  |
| 11   | Santa Ana F.C.     | 20   | 22 | 5  | 5  | 12 | 22 | 39 | −17  |  |
| 12   | Puntarenas F. C.   | 15   | 22 | 3  | 6  | 13 | 18 | 34 | −16  |  |

 Fuente: Liga Promerica
Notas:
1. ↑  Castigo por criterio administrativo tras no cancelar obligaciones a tiempo en la primera jornada del campeonato.[4]

|  | Clasifica a gran final   |
|  | Clasifica a semifinales. |
|  | Último lugar.            |

### Evolución
| Jornada        | 1  | 2  | 3  | 4  | 5  | 6  | 7    | 8   | 9   | 10  | 11  | 12  | 13  | 14 | 15 | 16 | 17 | 18 | 19  | 20 | 21 | 22 |
| Equipo         |    |    |    |    |    |    |      |     |     |     |     |     |     |    |    |    |    |    |     |    |    |    |
| -------------- | -- | -- | -- | -- | -- | -- | ---- | --- | --- | --- | --- | --- | --- | -- | -- | -- | -- | -- | --- | -- | -- | -- |
| Alajuelense    | 4  | 2  | 3  | 2  | 2  | 3* | 2*   | 1   | 1   | 2*  | 1*  | 1*  | 1*  | 1* | 1* | 1* | 1* | 1* | 1*  | 1  | 1  | 1  |
| Saprissa       | 10 | 6  | 4  | 4  | 7  | 5  | 4    | 6   | 5   | 4   | 3   | 3*  | 3*  | 4* | 5* | 3* | 6* | 5* | 2*  | 4* | 2  | 2  |
| San Carlos     | 2  | 4  | 5  | 5  | 4  | 4  | 5    | 4   | 2   | 1   | 2   | 2   | 2   | 2  | 2  | 2  | 3  | 3  | 3   | 2  | 3  | 3  |
| Herediano      | 7  | 5  | 6  | 6  | 6  | 7  | 7    | 5   | 7   | 7*  | 5*  | 4*  | 5*  | 6* | 6* | 6* | 5* | 4* | 4*  | 3  | 4  | 4  |
| Guanacasteca   | 12 | 12 | 8  | 8  | 8  | 9* | 10** | 10* | 10* | 8*  | 8*  | 7*  | 8*  | 5  | 4  | 5  | 2  | 2  | 6*  | 5  | 6  | 5  |
| Cartaginés     | 1  | 3  | 2  | 3  | 3  | 2  | 3    | 2   | 4   | 3   | 4   | 5   | 4   | 3  | 3  | 4  | 4  | 6  | 5   | 6  | 5  | 6  |
| Sporting       | 3  | 1  | 1  | 1  | 1  | 1  | 1    | 3   | 3   | 5   | 6   | 6   | 6   | 7  | 7  | 7  | 7  | 7  | 7   | 7  | 7  | 7  |
| Liberia        | 6  | 10 | 7  | 7  | 5  | 6  | 6    | 7   | 6   | 6   | 7   | 8*  | 7*  | 8* | 8* | 8* | 8* | 8* | 8*  | 8* | 8  | 8  |
| Pérez Zeledón  | 8  | 7  | 9  | 9  | 9  | 8  | 8    | 9   | 8   | 9   | 9   | 9   | 9   | 10 | 9  | 9  | 9  | 9  | 9   | 9  | 9  | 9  |
| Santos         | 9  | 8  | 10 | 10 | 11 | 11 | 12*  | 12* | 12* | 12* | 12* | 12* | 12* | 12 | 12 | 12 | 12 | 12 | 11  | 12 | 11 | 10 |
| Santa Ana F.C. | 11 | 11 | 12 | 12 | 12 | 12 | 9    | 8   | 9   | 10  | 10  | 10  | 10  | 9  | 10 | 10 | 10 | 10 | 10  | 10 | 10 | 11 |
| Puntarenas     | 5  | 9  | 11 | 11 | 10 | 10 | 11   | 11  | 11  | 11  | 11  | 11  | 11  | 11 | 11 | 11 | 11 | 11 | 12* | 11 | 12 | 12 |

(*) Tienen pendientes compromisos del torneo 

### Resumen de resultados
| Local / Visita     | ADG   | SCA   | CSC   | CSH   | SAP   | LIB   | LDA   | STA   | MPZ   | PFC   | SAN   | SPO   |
| ------------------ | ----- | ----- | ----- | ----- | ----- | ----- | ----- | ----- | ----- | ----- | ----- | ----- |
| A. D. Guanacasteca |       | 0 - 3 | 1 - 3 | 2 - 1 | 2 - 0 | 2 - 0 | 1 - 0 | 1 - 0 | 1 - 0 | 2 - 1 | 2 - 1 | 2 - 1 |
| A. D. San Carlos   | 2 - 2 |       | 0 - 0 | 0 - 0 | 0 - 0 | 1 - 2 | 0 - 0 | 5 - 1 | 1 - 1 | 2 - 1 | 2 - 2 | 2 - 0 |
| C. S. Cartaginés   | 1 - 1 | 4 - 4 |       | 3 - 1 | 2 - 1 | 2 - 1 | 0 - 1 | 4 - 0 | 2 - 0 | 1 - 0 | 2 - 1 | 1 - 0 |
| C. S. Herediano    | 2 - 1 | 1 - 2 | 0 - 2 |       | 2 - 0 | 5 - 4 | 1 - 1 | 2 - 1 | 4 - 1 | 2 - 0 | 0 - 2 | 2 - 0 |
| Deportivo Saprissa | 3 - 1 | 3 - 2 | 1 - 0 | 1 - 0 |       | 2 - 2 | 3 - 0 | 2 - 1 | 2 - 2 | 2 - 3 | 3 - 3 | 1 - 0 |
| Municipal Liberia  | 0 - 1 | 1 - 2 | 3 - 0 | 1 - 1 | 0 - 1 |       | 1 - 2 | 2 - 3 | 1 - 0 | 4 - 2 | 4 - 0 | 1 - 1 |
| L. D. Alajuelense  | 4 - 0 | 3 - 1 | 2 - 1 | 2 - 0 | 1 - 1 | 2 - 2 |       | 1 - 1 | 2 - 1 | 4 - 0 | 2 - 1 | 1 - 0 |
| Santa Ana F.C.     | 2 - 1 | 3 - 4 | 2 - 1 | 1 - 1 | 0 - 3 | 2 - 1 | 0 - 2 |       | 0 - 0 | 1 - 1 | 1 - 1 | 0 - 2 |
| Pérez Zeledón      | 1 - 1 | 0 - 0 | 0 - 0 | 0 - 0 | 1 - 2 | 0 - 1 | 2 - 2 | 2 - 1 |       | 1 - 0 | 3 - 1 | 0 - 2 |
| Puntarenas F. C.   | 0 - 0 | 0 - 1 | 3 - 2 | 0 - 2 | 2 - 3 | 0 - 0 | 1 - 1 | 1 - 2 | 1 - 1 |       | 1 - 0 | 1 - 2 |
| Santos de Guápiles | 4 - 0 | 0 - 4 | 1 - 0 | 3 - 4 | 1 - 2 | 0 - 1 | 1 - 3 | 1 - 0 | 3 - 3 | 0 - 0 |       | 2 - 1 |
| Sporting F. C.     | 2 - 2 | 2 - 3 | 6 - 2 | 1 - 3 | 3 - 1 | 1 - 0 | 0 - 1 | 1 - 0 | 0 - 1 | 1 - 0 | 1 - 1 |       |

|  | Victoria del equipo local     |
|  | Empate                        |
|  | Victoria del equipo visitante |

## Resultados
- El calendario de los partidos se dio a conocer el 19 de junio de 2024.
- Los horarios corresponden al tiempo de Costa Rica (UTC-6).
- A partir de la jornada 9 se comenzó a implementar el Video Arbitraje (VAR) en todos los compromisos.

| A. D. Guanacasteca                                                                     | 0 - 3 | A. D. San Carlos(*) | Chorotega         | No Programado | NSP   |  |
| Puntarenas F. C.                                                                       | 0 - 0 | Municipal Liberia   | "Lito" Pérez      | 19 de julio   | 20:00 |  |
| C. S. Cartaginés                                                                       | 4 - 0 | Santa Ana F.C.      | "Fello" Meza      | 20 de julio   | 17:00 |  |
| Sporting F. C.                                                                         | 3 - 1 | Deportivo Saprissa  | Ernesto Rohrmoser | 20 de julio   | 18:00 |  |
| Pérez Zeledón                                                                          | 0 - 0 | C. S. Herediano     | Municipal         | 20 de julio   | 20:00 |  |
| L. D. Alajuelense                                                                      | 2 - 1 | Santos de Guápiles  | Nacional          | 21 de julio   | 18:00 |  |
| (*) Se le otorgan los puntos debido a la suspensión temporal de la licencia de la ADG. |       |                     |                   |               |       |  |

| Santa Ana F.C.     | 0 - 2 | Sporting F. C.     | Piedades          | 23 de julio | 17:00 |  |
| C. S. Herediano    | 2 - 0 | Puntarenas F. C.   | Carlos Alvarado   | 23 de julio | 20:00 |  |
| A. D. San Carlos   | 0 - 0 | C. S. Cartaginés   | Ebal Rodríguez    | 24 de julio | 18:00 |  |
| Municipal Liberia  | 1 - 2 | L. D. Alajuelense  | Edgardo Baltodano | 24 de julio | 18:00 |  |
| Deportivo Saprissa | 3 - 1 | A. D. Guanacasteca | Nacional          | 24 de julio | 20:30 |  |
| Santos de Guápiles | 3 - 3 | Pérez Zeledón      | Ebal Rodríguez    | 25 de julio | 18:00 |  |

| A. D. Guanacasteca | 2 - 1 | C. S. Herediano    | Chorotega      | 27 de julio | 19:00 |  |
| A. D. San Carlos   | 1 - 2 | Municipal Liberia  | Ebal Rodríguez | 27 de julio | 20:00 |  |
| C. S. Cartaginés   | 2 - 1 | Santos de Guápiles | "Fello" Meza   | 28 de julio | 11:00 |  |
| Puntarenas F. C.   | 2 - 3 | Deportivo Saprissa | "Lito" Pérez   | 28 de julio | 15:00 |  |
| L. D. Alajuelense  | 1 - 1 | Santa Ana F.C.     | Morera Soto    | 28 de julio | 18:00 |  |
| Pérez Zeledón      | 0 - 2 | Sporting F. C.     | Municipal      | 29 de julio | 19:00 |  |

| Santos de Guápiles | 0 - 0 | Puntarenas F. C.   | Ebal Rodríguez    | 2 de agosto | 19:00 |  |
| Sporting F. C.     | 2 - 2 | A. D. Guanacasteca | Ernesto Rohrmoser | 3 de agosto | 15:00 |  |
| Deportivo Saprissa | 2 - 2 | Municipal Liberia  | Ricardo Saprissa  | 3 de agosto | 17:00 |  |
| Santa Ana F.C.     | 1 - 1 | C. S. Herediano    | Piedades          | 3 de agosto | 20:00 |  |
| C. S. Cartaginés   | 0 - 1 | L. D. Alajuelense  | "Fello" Meza      | 4 de agosto | 11:00 |  |
| Pérez Zeledón      | 0 - 0 | A. D. San Carlos   | Municipal         | 4 de agosto | 16:00 |  |

| Municipal Liberia  | 4 - 0 | Santos de Guápiles | Edgardo Baltodano | 9 de agosto  | 20:00 |  |
| A. D. Guanacasteca | 1 - 3 | C. S. Cartaginés   | Chorotega         | 10 de agosto | 17:00 |  |
| A. D. San Carlos   | 5 - 1 | Santa Ana F.C.     | Ebal Rodríguez    | 10 de agosto | 18:00 |  |
| L. D. Alajuelense  | 2 - 1 | Pérez Zeledón      | Morera Soto       | 10 de agosto | 20:00 |  |
| Puntarenas F. C.   | 1 - 2 | Sporting F. C.     | "Lito" Pérez      | 11 de agosto | 16:00 |  |
| C. S. Herediano    | 2 - 0 | Deportivo Saprissa | Carlos Alvarado   | 11 de agosto | 18:00 |  |

| Santa Ana F.C.     | 0 - 3 | Deportivo Saprissa | Nacional          | 16 de agosto    | 20:00 |  |
| Santos de Guápiles | 0 - 4 | A. D. San Carlos   | Ebal Rodríguez    | 17 de agosto    | 18:00 |  |
| C. S. Cartaginés   | 3 - 1 | C. S. Herediano    | "Fello" Meza      | 18 de agosto    | 11:00 |  |
| Pérez Zeledón      | 1 - 0 | Puntarenas F. C.   | Municipal         | 18 de agosto    | 16:00 |  |
| Sporting F. C.     | 1 - 0 | Municipal Liberia  | Ernesto Rohrmoser | 18 de agosto    | 18:00 |  |
| L. D. Alajuelense  | 4 - 0 | A. D. Guanacasteca | Morera Soto       | 7 de septiembre | 19:00 |  |

| A. D. San Carlos   | 0 - 0 | L. D. Alajuelense  | Carlos Ugalde     | 24 de agosto  | 19:00 |  |
| Deportivo Saprissa | 1 - 0 | C. S. Cartaginés   | Ricardo Saprissa  | 24 de agosto  | 20:00 |  |
| Puntarenas F. C.   | 1 - 2 | Santa Ana F.C.     | "Lito" Pérez      | 25 de agosto  | 15:00 |  |
| Municipal Liberia  | 1 - 0 | Pérez Zeledón      | Edgardo Baltodano | 25 de agosto  | 15:00 |  |
| C. S. Herediano    | 2 - 0 | Sporting F. C.     | Carlos Alvarado   | 25 de agosto  | 18:00 |  |
| A. D. Guanacasteca | 2 - 1 | Santos de Guápiles | Chorotega         | 12 de octubre | 19:00 |  |

| Sporting F. C.     | 2 - 3 | A. D. San Carlos   | Ernesto Rohrmoser | 30 de agosto    | 19:00 |  |
| Santa Ana F.C.     | 2 - 1 | Municipal Liberia  | Piedades          | 30 de agosto    | 20:00 |  |
| C. S. Cartaginés   | 1 - 0 | Puntarenas F. C.   | "Fello" Meza      | 31 de agosto    | 18:00 |  |
| Santos de Guápiles | 3 - 4 | C. S. Herediano    | Ebal Rodríguez    | 31 de agosto    | 20:00 |  |
| L. D. Alajuelense  | 1 - 1 | Deportivo Saprissa | Morera Soto       | 1 de Septiembre | 16:00 |  |
| Pérez Zeledón      | 1 - 1 | A. D. Guanacasteca | Municipal         | 1 de Septiembre | 19:00 |  |

| Municipal Liberia  | 3 - 0 | C. S. Cartaginés   | Edgardo Baltodano | 10 de Septiembre | 16:00 |  |
| C. S. Herediano    | 1 - 2 | A. D. San Carlos   | Carlos Alvarado   | 10 de Septiembre | 20:00 |  |
| Sporting F. C.     | 1 - 1 | Santos de Guápiles | Ernesto Rohrmoser | 10 de Septiembre | 20:30 |  |
| A. D. Guanacasteca | 1 - 0 | Santa Ana F.C.     | Chorotega         | 11 de Septiembre | 16:00 |  |
| Deportivo Saprissa | 2 - 2 | Pérez Zeledón      | Ricardo Saprissa  | 11 de Septiembre | 20:00 |  |
| Puntarenas F. C.   | 1 - 1 | L. D. Alajuelense  | "Lito" Pérez      | 12 de Septiembre | 15:00 |  |

| Santos de Guápiles | 1 - 2 | Deportivo Saprissa | Ebal Rodríguez    | 14 de Septiembre | 16:00 |  |
| Municipal Liberia  | 0 - 1 | A. D. Guanacasteca | Edgardo Baltodano | 14 de Septiembre | 20:00 |  |
| C. S. Cartaginés   | 1 - 0 | Sporting F. C.     | "Fello" Meza      | 15 de Septiembre | 11:00 |  |
| Santa Ana F.C.     | 0 - 0 | Pérez Zeledón      | Ernesto Rohrmoser | 15 de Septiembre | 16:00 |  |
| A. D. San Carlos   | 2 - 1 | Puntarenas F. C.   | Carlos Ugalde     | 15 de Septiembre | 18:00 |  |
| L. D. Alajuelense  | 2 - 0 | C. S. Herediano    | Morera Soto       | 19 de noviembre  | 20:00 |  |

| C. S. Herediano    | 5 - 4 | Municipal Liberia  | Carlos Alvarado   | 17 de Septiembre | 20:00 |  |
| Santa Ana F.C.     | 1 - 1 | Santos de Guápiles | Ernesto Rohrmoser | 18 de Septiembre | 16:00 |  |
| Puntarenas F. C.   | 0 - 0 | A. D. Guanacasteca | "Lito" Pérez      | 18 de Septiembre | 18:30 |  |
| Deportivo Saprissa | 3 - 2 | A. D. San Carlos   | Ricardo Saprissa  | 18 de Septiembre | 20:00 |  |
| Pérez Zeledón      | 0 - 0 | C. S. Cartaginés   | Municipal         | 19 de Septiembre | 20:00 |  |
| Sporting F. C.     | 0 - 1 | L. D. Alajuelense  | Ernesto Rohrmoser | 19 de Septiembre | 20:00 |  |

| C. S. Herediano    | 2 - 1 | Santa Ana F.C.     | Carlos Alvarado   | 21 de Septiembre | 20:00 |  |
| Puntarenas F. C.   | 1 - 1 | Pérez Zeledón      | "Lito" Pérez      | 22 de Septiembre | 15:00 |  |
| L. D. Alajuelense  | 2 - 1 | C. S. Cartaginés   | Morera Soto       | 22 de Septiembre | 16:00 |  |
| A. D. Guanacasteca | 2 - 1 | Sporting F. C.     | Chorotega         | 22 de Septiembre | 19:00 |  |
| A. D. San Carlos   | 2 - 2 | Santos de Guápiles | Carlos Ugalde     | 23 de Setiembre  | 19:00 |  |
| Municipal Liberia  | 0 - 1 | Deportivo Saprissa | Edgardo Baltodano | 28 de noviembre  | 20:00 |  |

| Santa Ana F.C.     | 3 - 4 | A. D. San Carlos   | Piedades          | 27 de Septiembre | 20:00 |  |
| Santos de Guápiles | 0 - 1 | Municipal Liberia  | Ebal Rodríguez    | 28 de Septiembre | 15:00 |  |
| C. S. Cartaginés   | 1 - 1 | A. D. Guanacasteca | "Fello" Meza      | 28 de Septiembre | 17:00 |  |
| Deportivo Saprissa | 1 - 0 | C. S. Herediano    | Ricardo Saprissa  | 28 de Septiembre | 20:00 |  |
| Pérez Zeledón      | 2 - 2 | L. D. Alajuelense  | Municipal         | 29 de Septiembre | 17:00 |  |
| Sporting F. C.     | 1- 0  | Puntarenas F. C.   | Ernesto Rohrmoser | 30 de Septiembre | 19:00 |  |

| Municipal Liberia  | 2 - 3 | Santa Ana F.C.    | Edgardo Baltodano | 4 de octubre | 20:00 |  |
| A. D. Guanacasteca | 1 - 0 | Pérez Zeledón     | Chorotega         | 5 de octubre | 17:00 |  |
| A. D. San Carlos   | 2 - 0 | Sporting F. C.    | Carlos Ugalde     | 5 de octubre | 19:00 |  |
| C. S. Herediano    | 0 - 2 | C. S. Cartaginés  | Carlos Alvarado   | 5 de octubre | 20:00 |  |
| Santos de Guápiles | 1 - 3 | L. D. Alajuelense | Ebal Rodríguez    | 6 de octubre | 15:00 |  |
| Deportivo Saprissa | 2 - 3 | Puntarenas F. C.  | Ricardo Saprissa  | 6 de octubre | 16:00 |  |

| Pérez Zeledón      | 3 - 1 | Santos de Guápiles | Municipal         | 16 de octubre | 16:00 |  |
| L. D. Alajuelense  | 2 - 2 | Municipal Liberia  | Morera Soto       | 16 de octubre | 20:00 |  |
| Puntarenas F. C.   | 0 - 2 | C. S. Herediano    | "Lito" Pérez      | 16 de octubre | 20:00 |  |
| C. S. Cartaginés   | 4 - 4 | A. D. San Carlos   | "Fello" Meza      | 17 de octubre | 16:00 |  |
| Sporting F. C.     | 1 - 0 | Santa Ana F.C.     | Ernesto Rohrmoser | 17 de octubre | 18:00 |  |
| A. D. Guanacasteca | 2 - 0 | Deportivo Saprissa | Chorotega         | 17 de octubre | 20:00 |  |

| Municipal Liberia  | 4 - 2 | Puntarenas F. C.   | Edgardo Baltodano | 19 de octubre | 17:00 |  |
| C. S. Herediano    | 1 - 1 | L. D. Alajuelense  | Carlos Alvarado   | 19 de octubre | 20:00 |  |
| Santos de Guápiles | 4 - 0 | A. D. Guanacasteca | Ebal Rodríguez    | 20 de octubre | 15:00 |  |
| Deportivo Saprissa | 1 - 0 | Sporting F. C.     | Ricardo Saprissa  | 20 de octubre | 16:00 |  |
| A. D. San Carlos   | 1 - 1 | Pérez Zeledón      | Carlos Ugalde     | 20 de octubre | 18:30 |  |
| Santa Ana F.C.     | 2 - 1 | C. S. Cartaginés   | Piedades          | 21 de octubre | 20:00 |  |

| Puntarenas F. C.   | 1 - 0 | Santos de Guápiles | "Lito" Pérez      | 25 de octubre | 19:00 |  |
| Pérez Zeledón      | 2 - 1 | Santa Ana F.C.     | Municipal         | 25 de octubre | 20:00 |  |
| C. S. Cartaginés   | 2 - 1 | Deportivo Saprissa | "Fello" Meza      | 26 de octubre | 17:00 |  |
| L. D. Alajuelense  | 3 - 1 | A. D. San Carlos   | Morera Soto       | 26 de octubre | 20:00 |  |
| A. D. Guanacasteca | 2 - 0 | Municipal Liberia  | Chorotega         | 27 de octubre | 15:00 |  |
| Sporting F. C.     | 1 - 3 | C. S. Herediano    | Ernesto Rohrmoser | 27 de octubre | 16:00 |  |

| A. D. San Carlos   | 2 - 2 | A. D. Guanacasteca | Carlos Ugalde     | 1 de Noviembre | 19:00 |  |
| Municipal Liberia  | 1 - 1 | Sporting F. C.     | Edgardo Baltodano | 1 de Noviembre | 20:00 |  |
| Santos de Guápiles | 1 - 0 | C. S. Cartaginés   | Ebal Rodríguez    | 2 de Noviembre | 16:00 |  |
| Deportivo Saprissa | 3 - 0 | L. D. Alajuelense  | Ricardo Saprissa  | 2 de Noviembre | 20:00 |  |
| Santa Ana F.C.     | 1 - 1 | Puntarenas F. C.   | Ernesto Rohrmoser | 3 de Noviembre | 11:00 |  |
| C. S. Herediano    | 4 - 1 | Pérez Zeledón      | Carlos Alvarado   | 3 de Noviembre | 16:00 |  |

| C. S. Cartaginés   | 2 - 1 | Municipal Liberia  | "Fello" Meza   | 5 de Noviembre  | 20:00 |  |
| A. D. San Carlos   | 0 - 0 | C. S. Herediano    | Carlos Ugalde  | 6 de Noviembre  | 19:00 |  |
| L. D. Alajuelense  | 1 - 0 | Sporting F. C.     | Morera Soto    | 6 de Noviembre  | 20:00 |  |
| Santos de Guápiles | 1 - 0 | Santa Ana F.C.     | Ebal Rodríguez | 7 de Noviembre  | 15:00 |  |
| Pérez Zeledón      | 1 - 2 | Deportivo Saprissa | Municipal      | 7 de Noviembre  | 20:00 |  |
| A. D. Guanacasteca | 2 - 1 | Puntarenas F. C.   | Chorotega      | 20 de Noviembre | 19:00 |  |

| Puntarenas F. C.   | 3 - 2 | C. S. Cartaginés   | "Lito" Pérez      | 9 de Noviembre  | 18:00 |  |
| C. S. Herediano    | 2 - 1 | A. D. Guanacasteca | Carlos Alvarado   | 9 de Noviembre  | 20:00 |  |
| Santa Ana F.C.     | 0 - 2 | L. D. Alajuelense  | Piedades          | 10 de Noviembre | 11:00 |  |
| Deportivo Saprissa | 3 - 3 | Santos de Guápiles | Ricardo Saprissa  | 10 de Noviembre | 16:00 |  |
| Sporting F. C.     | 0 - 1 | Pérez Zeledón      | Piedades          | 10 de Noviembre | 18:00 |  |
| Municipal Liberia  | 1 - 2 | A. D. San Carlos   | Edgardo Baltodano | 19 de Noviembre | 16:00 |  |

| Santos de Guápiles | 2 - 1 | Sporting F. C.     | Ebal Rodríguez    | 23 de Noviembre | 16:00 |  |
| A. D. San Carlos   | 0 - 0 | Deportivo Saprissa | Carlos Ugalde     | 23 de Noviembre | 19:00 |  |
| L. D. Alajuelense  | 4 - 0 | Puntarenas F. C.   | Morera Soto       | 23 de Noviembre | 20:00 |  |
| C. S. Cartaginés   | 2 - 0 | Pérez Zeledón      | "Fello" Meza      | 24 de Noviembre | 11:00 |  |
| Municipal Liberia  | 1 - 1 | C. S. Herediano    | Edgardo Baltodano | 24 de Noviembre | 16:00 |  |
| Santa Ana F.C.     | 2 - 1 | A. D. Guanacasteca | Piedades          | 25 de Noviembre | 20:00 |  |

| A. D. Guanacasteca | 1 - 0 | L. D. Alajuelense  | Chorotega         | 30 de Noviembre | 17:00 |  |
| Pérez Zeledón      | 0 - 1 | Municipal Liberia  | Municipal         | 30 de Noviembre | 20:00 |  |
| Deportivo Saprissa | 2 - 1 | Santa Ana F.C.     | Ricardo Saprissa  | 1 de diciembre  | 15:00 |  |
| C. S. Herediano    | 0 - 2 | Santos de Guápiles | Carlos Alvarado   | 1 de diciembre  | 15:00 |  |
| Puntarenas F. C.   | 0 - 1 | A. D. San Carlos   | "Lito" Pérez      | 1 de diciembre  | 15:00 |  |
| Sporting F. C.     | 6 - 2 | C. S. Cartaginés   | Ernesto Rohrmoser | 1 de diciembre  | 15:00 |  |

## Fase final

### Cuadro de desarrollo
|  | Semifinales                                            | Semifinales                                            | Semifinales                                            | Semifinales                                            | Semifinales                                            |   |    | Final                                          | Final                                          | Final                                          | Final                                          | Final                                          |  |    | Gran Final                                     | Gran Final                                     | Gran Final                                     | Gran Final                                     | Gran Final                                     |  |
|  | 6 y 8 de diciembre (ida) 10 y 11 de diciembre (vuelta) | 6 y 8 de diciembre (ida) 10 y 11 de diciembre (vuelta) | 6 y 8 de diciembre (ida) 10 y 11 de diciembre (vuelta) | 6 y 8 de diciembre (ida) 10 y 11 de diciembre (vuelta) | 6 y 8 de diciembre (ida) 10 y 11 de diciembre (vuelta) |   |    | 15 de diciembre (ida) 18 de diciembre (vuelta) | 15 de diciembre (ida) 18 de diciembre (vuelta) | 15 de diciembre (ida) 18 de diciembre (vuelta) | 15 de diciembre (ida) 18 de diciembre (vuelta) | 15 de diciembre (ida) 18 de diciembre (vuelta) |  |    | 22 de diciembre (ida) 25 de diciembre (vuelta) | 22 de diciembre (ida) 25 de diciembre (vuelta) | 22 de diciembre (ida) 25 de diciembre (vuelta) | 22 de diciembre (ida) 25 de diciembre (vuelta) | 22 de diciembre (ida) 25 de diciembre (vuelta) |  |
|  |                                                        |                                                        |                                                        |                                                        |                                                        |   |    |                                                |                                                |                                                |                                                |                                                |  |    |                                                |                                                |                                                |                                                |                                                |  |
|  |                                                        |                                                        |                                                        |                                                        |                                                        |   |    |                                                |                                                |                                                |                                                |                                                |  |    |                                                |                                                |                                                |                                                |                                                |  |
|  | 1                                                      | L. D. Alajuelense                                      | 0                                                      | 2                                                      | 2                                                      |   |    |                                                |                                                |                                                |                                                |                                                |  |    |                                                |                                                |                                                |                                                |                                                |  |
|  | 1                                                      | L. D. Alajuelense                                      | 0                                                      | 2                                                      | 2                                                      |   |    |                                                |                                                |                                                |                                                |                                                |  |    |                                                |                                                |                                                |                                                |                                                |  |
|  | 4                                                      | C. S. Herediano                                        | 2                                                      | 2                                                      | 4                                                      |   |    |                                                |                                                |                                                |                                                |                                                |  |    |                                                |                                                |                                                |                                                |                                                |  |
|  | 4                                                      | C. S. Herediano                                        | 2                                                      | 2                                                      | 4                                                      |   | F1 | C. S. Herediano                                | 3                                              | 0                                              | 3                                              |                                                |  |    |                                                |                                                |                                                |                                                |                                                |  |
|  |                                                        |                                                        |                                                        |                                                        |                                                        |   | F1 | C. S. Herediano                                | 3                                              | 0                                              | 3                                              |                                                |  |    |                                                |                                                |                                                |                                                |                                                |  |
|  |                                                        |                                                        | F2                                                     | Deportivo Saprissa                                     | 0                                                      | 2 | 2  |                                                |                                                |                                                |                                                |                                                |  |    |                                                |                                                |                                                |                                                |                                                |  |
|  | 2                                                      | Deportivo Saprissa                                     | F2                                                     | Deportivo Saprissa                                     | 0                                                      | 2 | 2  | 2                                              | 2                                              | 4                                              |                                                |                                                |  |    |                                                |                                                |                                                |                                                |                                                |  |
|  | 2                                                      | Deportivo Saprissa                                     |                                                        |                                                        |                                                        |   |    |                                                |                                                | 4                                              |                                                |                                                |  |    |                                                |                                                |                                                |                                                |                                                |  |
|  | 3                                                      | A. D. San Carlos                                       | 2                                                      | 0                                                      | 2                                                      |   |    |                                                |                                                |                                                |                                                |                                                |  |    |                                                |                                                |                                                |                                                |                                                |  |
|  | 3                                                      | A. D. San Carlos                                       | 2                                                      | 0                                                      | 2                                                      |   |    |                                                |                                                |                                                |                                                |                                                |  | F2 | L. D. Alajuelense                              | 0                                              | 2                                              | 2                                              |                                                |  |
|  |                                                        |                                                        |                                                        |                                                        |                                                        |   |    |                                                |                                                |                                                |                                                |                                                |  | F2 | L. D. Alajuelense                              | 0                                              | 2                                              | 2                                              |                                                |  |
|  |                                                        |                                                        | F1                                                     | C. S. Herediano                                        | 2                                                      | 1 | 3  |                                                |                                                |                                                |                                                |                                                |  |    |                                                |                                                |                                                |                                                |                                                |  |
|  |                                                        |                                                        | F1                                                     | C. S. Herediano                                        | 2                                                      | 1 | 3  |                                                |                                                |                                                |                                                |                                                |  |    |                                                |                                                |                                                |                                                |                                                |  |
|  |                                                        |                                                        |                                                        |                                                        |                                                        |   |    |                                                |                                                |                                                |                                                |                                                |  |    |                                                |                                                |                                                |                                                |                                                |  |
|  |                                                        |                                                        |                                                        |                                                        |                                                        |   |    |                                                |                                                |                                                |                                                |                                                |  |    |                                                |                                                |                                                |                                                |                                                |  |
|  |                                                        |                                                        |                                                        |                                                        |                                                        |   |    |                                                |                                                |                                                |                                                |                                                |  |    |                                                |                                                |                                                |                                                |                                                |  |
|  |                                                        |                                                        |                                                        |                                                        |                                                        |   |    |                                                |                                                |                                                |                                                |                                                |  |    |                                                |                                                |                                                |                                                |                                                |  |
|  |                                                        |                                                        |                                                        |                                                        |                                                        |   |    |                                                |                                                |                                                |                                                |                                                |  |    |                                                |                                                |                                                |                                                |                                                |  |
|  |                                                        |                                                        |                                                        |                                                        |                                                        |   |    |                                                |                                                |                                                |                                                |                                                |  |    |                                                |                                                |                                                |                                                |                                                |  |
|  |                                                        |                                                        |                                                        |                                                        |                                                        |   |    |                                                |                                                |                                                |                                                |                                                |  |    |                                                |                                                |                                                |                                                |                                                |  |
|  |                                                        |                                                        |                                                        |                                                        |                                                        |   |    |                                                |                                                |                                                |                                                |                                                |  |    |                                                |                                                |                                                |                                                |                                                |  |
|  |                                                        |                                                        |                                                        |                                                        |                                                        |   |    |                                                |                                                |                                                |                                                |                                                |  |    |                                                |                                                |                                                |                                                |                                                |  |
|  |                                                        |                                                        |                                                        |                                                        |                                                        |   |    |                                                |                                                |                                                |                                                |                                                |  |    |                                                |                                                |                                                |                                                |                                                |  |

### Semifinales

#### L.D. Alajuelense - C.S. Herediano
| 8 de diciembre de 2024; 17:00 | C. S. Herediano      | 2:0 (2:0) | L. D. Alajuelense | Carlos Alvarado, Santa Bárbara, Heredia                          |                                                                  |
|                               | Cruz 18' · Araya 21' |           |                   | Asistencia: 7.000 espectadores Árbitro(s): Juan Gabriel Calderón | Asistencia: 7.000 espectadores Árbitro(s): Juan Gabriel Calderón |

| 11 de diciembre de 2024; 20:00 | L. D. Alajuelense                 | 2:2 (1:1) (Global 2:4) | C. S. Herediano      | Morera Soto, Alajuela                                     |                                                           |
|                                | Canhoto 45+3' · Falque 65' (pen.) |                        | Araya 41' · Cruz 54' | Asistencia: 12.000 espectadores Árbitro(s): Pablo Camacho | Asistencia: 12.000 espectadores Árbitro(s): Pablo Camacho |

#### Saprissa - San Carlos
| 6 de diciembre de 2024; 19:30 | A. D. San Carlos             | 2:2 (0:0) | Deportivo Saprissa    | Carlos Ugalde, San Carlos, Alajuela                       |                                                           |
|                               | Rodríguez 64' · Martínez 69' |           | East 78' · Vega 90+2' | Asistencia: 7.000 espectadores Árbitro(s): Keylor Herrera | Asistencia: 7.000 espectadores Árbitro(s): Keylor Herrera |

| 10 de diciembre de 2024; 20:00 | Deportivo Saprissa    | 2:0(2:0) (Global 4:2) | A. D. San Carlos | Ricardo Saprissa, Tibás, San José                             |                                                               |
|                                | Brenes 13' · East 21' |                       |                  | Asistencia: 9.0000 espectadores Árbitro(s): Adrián Chinchilla | Asistencia: 9.0000 espectadores Árbitro(s): Adrián Chinchilla |

### Final II Fase

#### Herediano - Saprissa
| 15 de diciembre de 2024; 17:00 | C. S. Herediano                 | 3:0 (1:0) | Deportivo Saprissa | Carlos Alvarado, Santa Bárbara, Heredia                     |                                                             |
|                                | Rubio 42', 55' (pen) · Cruz 74' |           |                    | Asistencia: 10.000 espectadores Árbitro(s): Benjamín Pineda | Asistencia: 10.000 espectadores Árbitro(s): Benjamín Pineda |

| 18 de diciembre de 2024; 20:00 | Deportivo Saprissa        | 2:0 (2:0) (Global 2:3) | C. S. Herediano | Ricardo Saprissa, Tibás, San José                            |                                                              |
|                                | Waston 33' · Torres 45+2' |                        |                 | Asistencia: 17000 espectadores Árbitro(s): Adrián Chinchilla | Asistencia: 17000 espectadores Árbitro(s): Adrián Chinchilla |

### Gran Final

#### Gran Final
| 22 de diciembre de 2024; 17:00 | C. S. Herediano | 2:0 (1:0) | L. D. Alajuelense | Carlos Alvarado, Santa Bárbara, Heredia                          |                                                                  |
|                                | Cruz 37', 90+2' |           |                   | Asistencia: 7.000 espectadores Árbitro(s): Juan Gabriel Calderón | Asistencia: 7.000 espectadores Árbitro(s): Juan Gabriel Calderón |

| 27 de diciembre de 2024; 18:00 | L. D. Alajuelense            | 2:1 (1:0) (Global 2:3) | C. S. Herediano | Morera Soto, Alajuela                                     |                                                           |
|                                | Borges 3' (pen) · Campos 47' |                        | Cruz 74'        | Asistencia: 18000 espectadores Árbitro(s): Keylor Herrera | Asistencia: 18000 espectadores Árbitro(s): Keylor Herrera |

#### Final - Ida
| 92    | POR   | Anthony Walker |     |
| 21    | DEF   | Everardo Rubio |     |
| 3     | DEF   | Fernán Faerron |     |
| 16    | DEF   | Darryl Araya   | 62' |
| 5     | DEF   | Haxzel Quirós  |     |
| 38    | MED   | Getsel Montes  | 41' |
| 98    | MED   | Aarón Murillo  |     |
| 10    | MED   | Elías Aguilar  | 74' |
| 8     | DEL   | Allan Cruz     |     |
| 62    | DEL   | José González  | 79' |
| 34    | DEL   | Andy Rojas     | 74' |
| D. T. | D. T. | Jafet Soto     |     |

| 23    | POR   | Leonel Moreira      |     |
| 2     | DEF   | Carlos Martínez     |     |
| 35    | DEF   | Rashir Parkins      |     |
| 13    | DEF   | Alexis Gamboa       | 45' |
| 28    | DEF   | Joshua Navarro      | 68' |
| 3     | MED   | Manjrekar James     |     |
| 5     | MED   | Celso Borges        |     |
| 8     | MED   | Larry Angulo        | 75' |
| 27    | MED   | Ian Lawrence        |     |
| 10    | DEL   | Aarón Suárez        | 62' |
| 97    | DEL   | Anderson Canhoto    | 62' |
| D. T. | D. T. | Alexandre Guimarães |     |

| 9  | DEL | Marcel Hernández | 74' |
| 94 | DEL | John Jairo Ruíz  | 74' |
| 28 | MED | Gerson Torres    | 62' |
| 25 | DEF | Emerson Bravo    | 79' |
| 99 | DEF | Keyner Brown     | 41' |

| 14 | DEL | Iago Falque             | 62' |
| 11 | MED | Diego Campos            | 62' |
| 25 | MED | Santiago van der Putten | 45' |
| 22 | DEF | Ronald Matarrita        | 75' |
| 19 | MED | Alberto Toril           | 68' |

| 37', 90+2' | Cruz | 1:0 2:0 |

| 5' · 49' · 90+3' | Elías Aguilar Everardo Rubio Allan Cruz |

| 20' · 33' · 62' · | Joshua Navarro Carlos Martínez van der Putten Alberto Toril |

| Principal | Juan Gabriel Calderón |

| 92    | POR   | Anthony Walker |     |
| 21    | DEF   | Everardo Rubio |     |
| 3     | DEF   | Fernán Faerron |     |
| 16    | DEF   | Darryl Araya   | 62' |
| 5     | DEF   | Haxzel Quirós  |     |
| 38    | MED   | Getsel Montes  | 41' |
| 98    | MED   | Aarón Murillo  |     |
| 10    | MED   | Elías Aguilar  | 74' |
| 8     | DEL   | Allan Cruz     |     |
| 62    | DEL   | José González  | 79' |
| 34    | DEL   | Andy Rojas     | 74' |
| D. T. | D. T. | Jafet Soto     |     |

| 23    | POR   | Leonel Moreira      |     |
| 2     | DEF   | Carlos Martínez     |     |
| 35    | DEF   | Rashir Parkins      |     |
| 13    | DEF   | Alexis Gamboa       | 45' |
| 28    | DEF   | Joshua Navarro      | 68' |
| 3     | MED   | Manjrekar James     |     |
| 5     | MED   | Celso Borges        |     |
| 8     | MED   | Larry Angulo        | 75' |
| 27    | MED   | Ian Lawrence        |     |
| 10    | DEL   | Aarón Suárez        | 62' |
| 97    | DEL   | Anderson Canhoto    | 62' |
| D. T. | D. T. | Alexandre Guimarães |     |

| 9  | DEL | Marcel Hernández | 74' |
| 94 | DEL | John Jairo Ruíz  | 74' |
| 28 | MED | Gerson Torres    | 62' |
| 25 | DEF | Emerson Bravo    | 79' |
| 99 | DEF | Keyner Brown     | 41' |

| 14 | DEL | Iago Falque             | 62' |
| 11 | MED | Diego Campos            | 62' |
| 25 | MED | Santiago van der Putten | 45' |
| 22 | DEF | Ronald Matarrita        | 75' |
| 19 | MED | Alberto Toril           | 68' |

| 37', 90+2' | Cruz | 1:0 2:0 |

| 5' · 49' · 90+3' | Elías Aguilar Everardo Rubio Allan Cruz |

| 20' · 33' · 62' · | Joshua Navarro Carlos Martínez van der Putten Alberto Toril |

| Principal | Juan Gabriel Calderón |

| 92    | POR   | Anthony Walker |     |
| 21    | DEF   | Everardo Rubio |     |
| 3     | DEF   | Fernán Faerron |     |
| 16    | DEF   | Darryl Araya   | 62' |
| 5     | DEF   | Haxzel Quirós  |     |
| 38    | MED   | Getsel Montes  | 41' |
| 98    | MED   | Aarón Murillo  |     |
| 10    | MED   | Elías Aguilar  | 74' |
| 8     | DEL   | Allan Cruz     |     |
| 62    | DEL   | José González  | 79' |
| 34    | DEL   | Andy Rojas     | 74' |
| D. T. | D. T. | Jafet Soto     |     |

| 23    | POR   | Leonel Moreira      |     |
| 2     | DEF   | Carlos Martínez     |     |
| 35    | DEF   | Rashir Parkins      |     |
| 13    | DEF   | Alexis Gamboa       | 45' |
| 28    | DEF   | Joshua Navarro      | 68' |
| 3     | MED   | Manjrekar James     |     |
| 5     | MED   | Celso Borges        |     |
| 8     | MED   | Larry Angulo        | 75' |
| 27    | MED   | Ian Lawrence        |     |
| 10    | DEL   | Aarón Suárez        | 62' |
| 97    | DEL   | Anderson Canhoto    | 62' |
| D. T. | D. T. | Alexandre Guimarães |     |

| 9  | DEL | Marcel Hernández | 74' |
| 94 | DEL | John Jairo Ruíz  | 74' |
| 28 | MED | Gerson Torres    | 62' |
| 25 | DEF | Emerson Bravo    | 79' |
| 99 | DEF | Keyner Brown     | 41' |

| 14 | DEL | Iago Falque             | 62' |
| 11 | MED | Diego Campos            | 62' |
| 25 | MED | Santiago van der Putten | 45' |
| 22 | DEF | Ronald Matarrita        | 75' |
| 19 | MED | Alberto Toril           | 68' |

| 37', 90+2' | Cruz | 1:0 2:0 |

| 5' · 49' · 90+3' | Elías Aguilar Everardo Rubio Allan Cruz |

| 20' · 33' · 62' · | Joshua Navarro Carlos Martínez van der Putten Alberto Toril |

| Principal | Juan Gabriel Calderón |

| 92    | POR   | Anthony Walker |     |
| 21    | DEF   | Everardo Rubio |     |
| 3     | DEF   | Fernán Faerron |     |
| 16    | DEF   | Darryl Araya   | 62' |
| 5     | DEF   | Haxzel Quirós  |     |
| 38    | MED   | Getsel Montes  | 41' |
| 98    | MED   | Aarón Murillo  |     |
| 10    | MED   | Elías Aguilar  | 74' |
| 8     | DEL   | Allan Cruz     |     |
| 62    | DEL   | José González  | 79' |
| 34    | DEL   | Andy Rojas     | 74' |
| D. T. | D. T. | Jafet Soto     |     |

| 23    | POR   | Leonel Moreira      |     |
| 2     | DEF   | Carlos Martínez     |     |
| 35    | DEF   | Rashir Parkins      |     |
| 13    | DEF   | Alexis Gamboa       | 45' |
| 28    | DEF   | Joshua Navarro      | 68' |
| 3     | MED   | Manjrekar James     |     |
| 5     | MED   | Celso Borges        |     |
| 8     | MED   | Larry Angulo        | 75' |
| 27    | MED   | Ian Lawrence        |     |
| 10    | DEL   | Aarón Suárez        | 62' |
| 97    | DEL   | Anderson Canhoto    | 62' |
| D. T. | D. T. | Alexandre Guimarães |     |

| 9  | DEL | Marcel Hernández | 74' |
| 94 | DEL | John Jairo Ruíz  | 74' |
| 28 | MED | Gerson Torres    | 62' |
| 25 | DEF | Emerson Bravo    | 79' |
| 99 | DEF | Keyner Brown     | 41' |

| 14 | DEL | Iago Falque             | 62' |
| 11 | MED | Diego Campos            | 62' |
| 25 | MED | Santiago van der Putten | 45' |
| 22 | DEF | Ronald Matarrita        | 75' |
| 19 | MED | Alberto Toril           | 68' |

| 37', 90+2' | Cruz | 1:0 2:0 |

| 5' · 49' · 90+3' | Elías Aguilar Everardo Rubio Allan Cruz |

| 20' · 33' · 62' · | Joshua Navarro Carlos Martínez van der Putten Alberto Toril |

| Principal | Juan Gabriel Calderón |

#### Final - Vuelta
| 23    | POR   | Leonel Moreira          |     |
| 3     | DEF   | Manjrekar James         |     |
| 4     | DEF   | Guillermo Villalobos    |     |
| 16    | DEF   | Bryan Oviedo            | 72' |
| 25    | DEF   | Santiago van der Putten |     |
| 5     | MED   | Celso Borges            |     |
| 8     | MED   | Larry Angulo            | 67' |
| 9     | MED   | Jonathan Moya           | 67' |
| 11    | DEL   | Diego Campos            |     |
| 28    | DEL   | Joshua Navarro          | 34' |
| 97    | DEL   | Anderson Canhoto        | 67' |
| D. T. | D. T. | Alexandre Guimarães     |     |

| 92    | POR   | Anthony Walker |     |
| 3     | DEF   | Fernán Faerron |     |
| 5     | DEF   | Haxzel Quirós  |     |
| 16    | DEF   | Darryl Araya   | 59' |
| 21    | DEF   | Everardo Rubio |     |
| 38    | MED   | Getsel Montes  |     |
| 99    | MED   | Keyner Brown   |     |
| 8     | MED   | Allan Cruz     | 80' |
| 10    | DEL   | Elías Aguilar  | 86' |
| 34    | DEL   | Andy Rojas     | 80' |
| 62    | DEL   | José González  | 59' |
| D. T. | D. T. | Jafet Soto     |     |

| 34 | DEF | Creichel Pérez | 34' |
| 35 | MED | Rashir Parkins | 67' |
| 19 | DEL | Alberto Toril  | 67' |
| 14 | DEL | Iago Falque    | 67' |
| 27 | DEF | Ian Lawrence   | 72' |

| 9  | DEL | Marcel Hernández | 59' |
| 25 | DEF | Emerson Bravo    | 59' |
| 98 | DEL | Aaron Murillo    | 80' |
| 28 | DEL | Gerson Torres    | 80' |
| 24 | DEF | Miguel Basulto   | 86' |

| 3' (pen) · 47' | Borges Campos | 1:0 2:0 |

| 69' | Cruz | 2:1 |

| 40' · 73' · 88' · 90+1' · 90+5' | Larry Angulo Ian Lawrence Manjrekar James Santiago van der Putten Creichel Pérez |

| 14' | Fernán Faerron |

| Principal | Keylor Herrera |

| 23    | POR   | Leonel Moreira          |     |
| 3     | DEF   | Manjrekar James         |     |
| 4     | DEF   | Guillermo Villalobos    |     |
| 16    | DEF   | Bryan Oviedo            | 72' |
| 25    | DEF   | Santiago van der Putten |     |
| 5     | MED   | Celso Borges            |     |
| 8     | MED   | Larry Angulo            | 67' |
| 9     | MED   | Jonathan Moya           | 67' |
| 11    | DEL   | Diego Campos            |     |
| 28    | DEL   | Joshua Navarro          | 34' |
| 97    | DEL   | Anderson Canhoto        | 67' |
| D. T. | D. T. | Alexandre Guimarães     |     |

| 92    | POR   | Anthony Walker |     |
| 3     | DEF   | Fernán Faerron |     |
| 5     | DEF   | Haxzel Quirós  |     |
| 16    | DEF   | Darryl Araya   | 59' |
| 21    | DEF   | Everardo Rubio |     |
| 38    | MED   | Getsel Montes  |     |
| 99    | MED   | Keyner Brown   |     |
| 8     | MED   | Allan Cruz     | 80' |
| 10    | DEL   | Elías Aguilar  | 86' |
| 34    | DEL   | Andy Rojas     | 80' |
| 62    | DEL   | José González  | 59' |
| D. T. | D. T. | Jafet Soto     |     |

| 34 | DEF | Creichel Pérez | 34' |
| 35 | MED | Rashir Parkins | 67' |
| 19 | DEL | Alberto Toril  | 67' |
| 14 | DEL | Iago Falque    | 67' |
| 27 | DEF | Ian Lawrence   | 72' |

| 9  | DEL | Marcel Hernández | 59' |
| 25 | DEF | Emerson Bravo    | 59' |
| 98 | DEL | Aaron Murillo    | 80' |
| 28 | DEL | Gerson Torres    | 80' |
| 24 | DEF | Miguel Basulto   | 86' |

| 3' (pen) · 47' | Borges Campos | 1:0 2:0 |

| 69' | Cruz | 2:1 |

| 40' · 73' · 88' · 90+1' · 90+5' | Larry Angulo Ian Lawrence Manjrekar James Santiago van der Putten Creichel Pérez |

| 14' | Fernán Faerron |

| Principal | Keylor Herrera |

| 23    | POR   | Leonel Moreira          |     |
| 3     | DEF   | Manjrekar James         |     |
| 4     | DEF   | Guillermo Villalobos    |     |
| 16    | DEF   | Bryan Oviedo            | 72' |
| 25    | DEF   | Santiago van der Putten |     |
| 5     | MED   | Celso Borges            |     |
| 8     | MED   | Larry Angulo            | 67' |
| 9     | MED   | Jonathan Moya           | 67' |
| 11    | DEL   | Diego Campos            |     |
| 28    | DEL   | Joshua Navarro          | 34' |
| 97    | DEL   | Anderson Canhoto        | 67' |
| D. T. | D. T. | Alexandre Guimarães     |     |

| 92    | POR   | Anthony Walker |     |
| 3     | DEF   | Fernán Faerron |     |
| 5     | DEF   | Haxzel Quirós  |     |
| 16    | DEF   | Darryl Araya   | 59' |
| 21    | DEF   | Everardo Rubio |     |
| 38    | MED   | Getsel Montes  |     |
| 99    | MED   | Keyner Brown   |     |
| 8     | MED   | Allan Cruz     | 80' |
| 10    | DEL   | Elías Aguilar  | 86' |
| 34    | DEL   | Andy Rojas     | 80' |
| 62    | DEL   | José González  | 59' |
| D. T. | D. T. | Jafet Soto     |     |

| 34 | DEF | Creichel Pérez | 34' |
| 35 | MED | Rashir Parkins | 67' |
| 19 | DEL | Alberto Toril  | 67' |
| 14 | DEL | Iago Falque    | 67' |
| 27 | DEF | Ian Lawrence   | 72' |

| 9  | DEL | Marcel Hernández | 59' |
| 25 | DEF | Emerson Bravo    | 59' |
| 98 | DEL | Aaron Murillo    | 80' |
| 28 | DEL | Gerson Torres    | 80' |
| 24 | DEF | Miguel Basulto   | 86' |

| 3' (pen) · 47' | Borges Campos | 1:0 2:0 |

| 69' | Cruz | 2:1 |

| 40' · 73' · 88' · 90+1' · 90+5' | Larry Angulo Ian Lawrence Manjrekar James Santiago van der Putten Creichel Pérez |

| 14' | Fernán Faerron |

| Principal | Keylor Herrera |

| 23    | POR   | Leonel Moreira          |     |
| 3     | DEF   | Manjrekar James         |     |
| 4     | DEF   | Guillermo Villalobos    |     |
| 16    | DEF   | Bryan Oviedo            | 72' |
| 25    | DEF   | Santiago van der Putten |     |
| 5     | MED   | Celso Borges            |     |
| 8     | MED   | Larry Angulo            | 67' |
| 9     | MED   | Jonathan Moya           | 67' |
| 11    | DEL   | Diego Campos            |     |
| 28    | DEL   | Joshua Navarro          | 34' |
| 97    | DEL   | Anderson Canhoto        | 67' |
| D. T. | D. T. | Alexandre Guimarães     |     |

| 92    | POR   | Anthony Walker |     |
| 3     | DEF   | Fernán Faerron |     |
| 5     | DEF   | Haxzel Quirós  |     |
| 16    | DEF   | Darryl Araya   | 59' |
| 21    | DEF   | Everardo Rubio |     |
| 38    | MED   | Getsel Montes  |     |
| 99    | MED   | Keyner Brown   |     |
| 8     | MED   | Allan Cruz     | 80' |
| 10    | DEL   | Elías Aguilar  | 86' |
| 34    | DEL   | Andy Rojas     | 80' |
| 62    | DEL   | José González  | 59' |
| D. T. | D. T. | Jafet Soto     |     |

| 34 | DEF | Creichel Pérez | 34' |
| 35 | MED | Rashir Parkins | 67' |
| 19 | DEL | Alberto Toril  | 67' |
| 14 | DEL | Iago Falque    | 67' |
| 27 | DEF | Ian Lawrence   | 72' |

| 9  | DEL | Marcel Hernández | 59' |
| 25 | DEF | Emerson Bravo    | 59' |
| 98 | DEL | Aaron Murillo    | 80' |
| 28 | DEL | Gerson Torres    | 80' |
| 24 | DEF | Miguel Basulto   | 86' |

| 3' (pen) · 47' | Borges Campos | 1:0 2:0 |

| 69' | Cruz | 2:1 |

| 40' · 73' · 88' · 90+1' · 90+5' | Larry Angulo Ian Lawrence Manjrekar James Santiago van der Putten Creichel Pérez |

| 14' | Fernán Faerron |

| Principal | Keylor Herrera |

|                               |
|                               |
| Campeón Herediano 30.º título |

## Estadísticas

### Máximos goleadores
Lista con los máximos goleadores de la competencia.
| Núm. | Pos.           | Jugador          | Equipo             | Goles |
| ---- | -------------- | ---------------- | ------------------ | ----- |
| 1.º  | Delantero      | Javon East       | Deportivo Saprissa | 10    |
| 1.º  | Delantero      | Marcel Hernández | C.S. Herediano     | 10    |
| 3.º  | Delantero      | Brian Martínez   | A.D. San Carlos    | 8     |
| 3.º  | Centrocampista | Diego Campos     | L.D. Alajuelense   | 8     |
| 3.º  | Delantero      | Raúl Vidal       | Municipal Liberia  | 8     |
| 6.º  | Delantero      | Alberto Toril    | L.D. Alajuelense   | 7     |
| 6.º  | Delantero      | Marco Ureña      | C. S. Cartaginés   | 7     |

### Tripletes o más
| Fecha | Jugador   | Goles                       | Local |        | Resultado |         | Visitante | Jornada |
| ----- | --------- | --------------------------- | ----- | ------ | --------- | ------- | --------- | ------- |
| Fecha | ? Jugador | Anotado · Anotado · Anotado | Local | Escudo |           | Escudo  | Visita    | Jornada |
| Fecha | ? Jugador | Anotado · Anotado · Anotado | Local | Escudo |           | Escudo  | Visita    | Jornada |
| Fecha | ? Jugador | Anotado · Anotado · Anotado | Local | Escudo |           | Escudo] | Visita    | Jornada |

### Autogoles
| Fecha           | Jugador         | Minuto | Local           |  | Resultado |  | Visitante         | Jornada |
| --------------- | --------------- | ------ | --------------- |  | --------- |  | ----------------- | ------- |
| 17 de setiembre | Daniel Villegas | 57'    | C. S. Herediano |  | 5 - 4     |  | Municipal Liberia | 11      |
| 21 de setiembre | Anthony Walker  | 54'    | C. S. Herediano |  | 2 - 1     |  | Santa Ana F.C.    | 12      |